# Anita Gravine
Anita Gravine (* 11. April 1946 in Carbondale, Pennsylvania) ist eine US-amerikanische Jazzsängerin und Musikpädagogin.

## Leben und Wirken
Anita Gravine wuchs in einer musikalischen Familie auf; ihr Bruder war der Posaunist Mickey Gravine, mit dem sie bereits als Kind  
in lokalen Rundfunksendern auftrat. Mitte der 1960er-Jahre zog sie nach New York City, wo sie ein Gesangsstudium absolvierte. Bei Tony Aless hatte sie außerdem Unterricht in Piano und Komposition. Ihre Profikarriere begann sie im Orchester von Larry Elgart; außerdem arbeitete sie mit Warren Covington, Buddy Morrow und Urbie Green. Als freischaffende Künstlerin trat sie in den folgenden Jahren mit Vinnie Burke, Roy Eldridge, Milt Hinton, Hank Jones, Chick Corea und Eddie Gomez auf.
Um 1980 lebte sie eine Zeitlang in Deutschland, unterrichtete u. a. an den Jazz & Rock Schulen Freiburg und trat nur gelegentlich auf. Anfang der 1980er Jahre entstand ihr Debütalbum Dream Dancing (Progressive). Nach ihrer Rückkehr in die Vereinigten Staaten arbeitete sie mit Michael Abene und unterrichtete am Mannes College of Music. 1985 legte sie ihr Album I Always Knew vor. Ein Jahr später nahm sie Welcome to My Dream auf, das 1993 bei Jazz Alliance erschien. Anfang der 1990er Jahre gründete sie die Film- und Video-Produktionsfirma Sargasso.